# Ona Vegué
Ona Vegué i Pena (* 9. Juli 1998 in Barcelona) ist eine spanische Handballspielerin.

## Vereinskarriere
Ab 2016 spielte sie bis 2023 für den spanischen Club KH-7 BM Gronollers. Für den Verein absolvierte sie insgesamt 165 Spiele und erzielte 573 Tore. Damit war sie zum Zeitpunkt ihres Abgangs die Spielerin mit den meisten Spielen und den zweitmeisten Toren für den Verein aus Granollers. Zudem wurde sie 2023 in das All-Star Team der División de Honor gewählt. 2023 wechselte sie zum deutschen Erstligisten HSG Blomberg-Lippe.

## Auswahlmannschaften
Ona Vegue spielte von 2014 bis 2016 für die spanische Jugendauswahl und war in dieser Zeit in 31 Partien aufgeboten, bei denen sie insgesamt 83 Tore warf. Sie nahm mit dem Team an der U-17-Europameisterschaft 2015 und an der U-18-Weltmeisterschaft 2016 teil.
Ab 2017 wurde sie für die Juniorinnen-Nationalmannschaft eingesetzt, mit der sie bis 2018 in 30 Länderspielen auflief und dabei 84 Tore erzielte. Sie nahm an der U19-Europameisterschaft 2017 und an der U-20-Weltmeisterschaft 2018 teil. 
Für die A-Nationalmannschaft debütierte sie am 15. April 2021 gegen die dänische Auswahl. Sie gewann mit Spanien bei den Mittelmeerspielen 2022 die Goldmedaille. Mit der Auswahl nahm sie an der Europameisterschaft 2024 teil.